# Zabaia
Zabaia, fill de Samium, va ser el quart rei amorrita de la ciutat de Larsa a l'inici del segon mil·lenni aC. Podria haver governat entre els anys 1877 aC i 1868 aC aproximadament.
No es coneix quasi res del seu regnat, només han arribat unes inscripcions cuneïformes amb el seu nom i un segell cilíndric de la seva època. Se'l menciona també en una inscripció trobada a la ciutat de Girsu, però alguns autors han posat en dubte que es refereixi a ell. De l'època de l'Imperi Neobabilònic es conserva un text que en copia un altre de molt antic que parla d'una inscripció votiva de la vida de Zabaia. El va succeir Gungunum, que potser era el seu germà.